# Araneus doenitzellus
Araneus doenitzellus là một loài nhện trong họ Araneidae.
Loài này thuộc chi Araneus. Araneus doenitzellus được Embrik Strand miêu tả năm 1906.